# 我的内心
《我的内心》（羅馬化：Dek Fuek Na Sai Toem Huajai Nai Ying）是由GMM Studios International制作，彭提瓦特·唐万查洛（Blue）、克丽丝·霍旺（Cris）领衔主演，于2024年1月10日起每周三晚上7时在WeTV上线的泰国奇幻爱情剧集。
此剧在WeTV举办的「WeTV Always More 2022」的「 WeTV ORIGINAL Reveal 2022 LINE UP」新剧线上发布会上与其他12个剧集一同释出。

## 剧情简介
雷伊是一名拥有特殊的能力实习生，他能够看清女魔头老板林的真实身份。其他人都认为她是邪恶的化身。然而，这名实习生将会尽最大的努力赢得她的芳心......

## 演员阵容
- 彭提瓦特·唐万查洛（Blue）饰演 雷伊（Ray）
- 克丽丝·霍旺（Cris）饰演 林（Rin），雷伊的上司。
- 吉拉迪·库立亚古（Toptap）饰演 托布（Tob）
- 妮可·塞瑞奥尔特（Nichole）饰演 Mon
- 薇丽缇帕·帕迪布拉颂（Woonsen）饰演 普洛伊（Ploy）
- 查温洛·里奇查力安沙功（Fame）饰演 Great
- Pajaree Nantarat（Pan）饰演 Cardi
- 皮特·考普·狄瑞恩达尔（英语：Peter Corp Dyrendal）（Peter）饰演 Tul
- 徐智妍 饰演 Jan